# London Arch

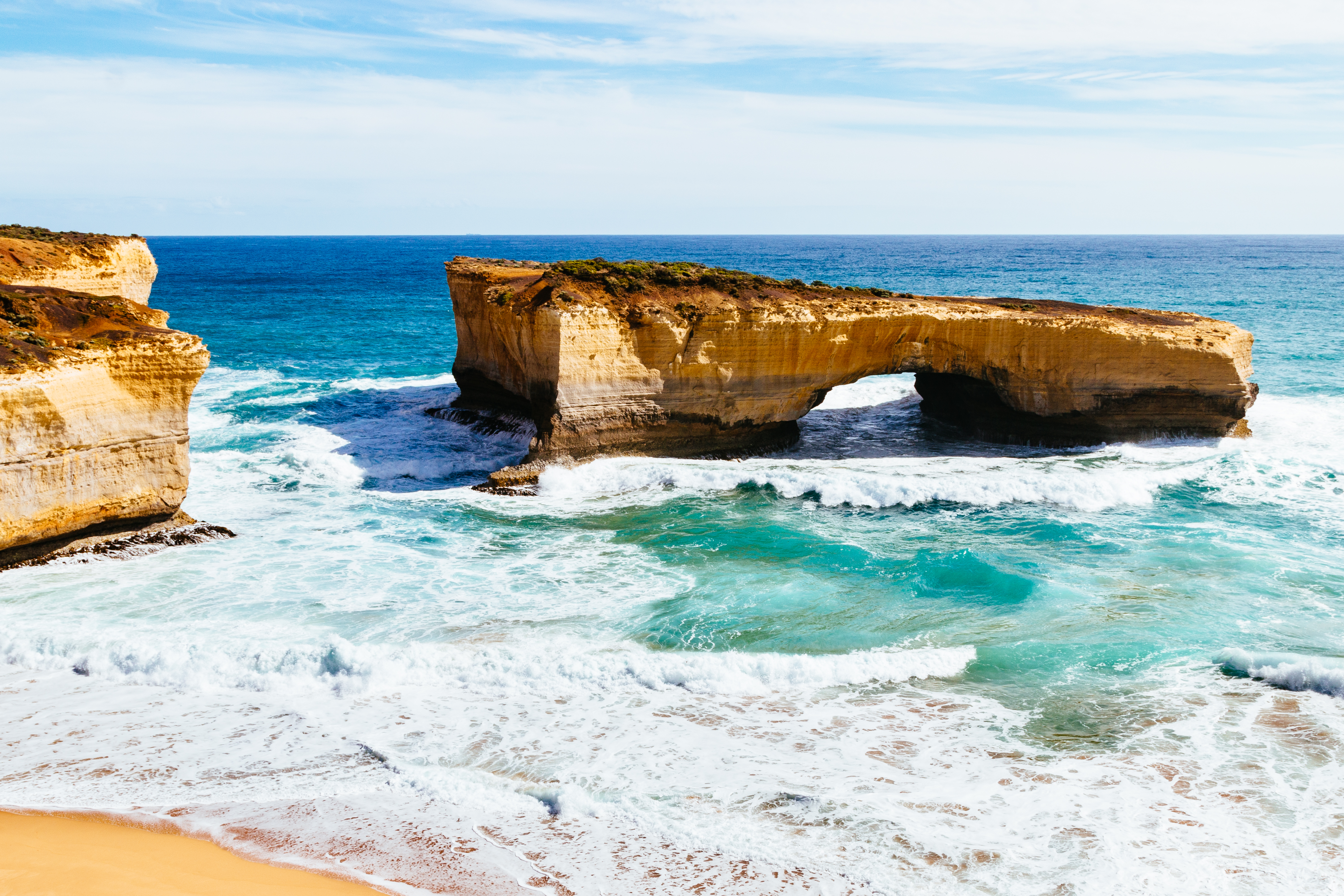
London Arch w 2014 roku

London Arch (wcześniej London Bridge) – formacja skalna znajdująca się nad Oceanem Indyjskim na terenie Port Campbell National Park w stanie Wiktorii w Australii.
Formacja jest atrakcją turystyczną znajdującą się w okolicy Great Ocean Road. Skała powstała w procesie erozji i do 1990 roku stanowiła dwuprzęsłowy most skalny.

## Zawalenie

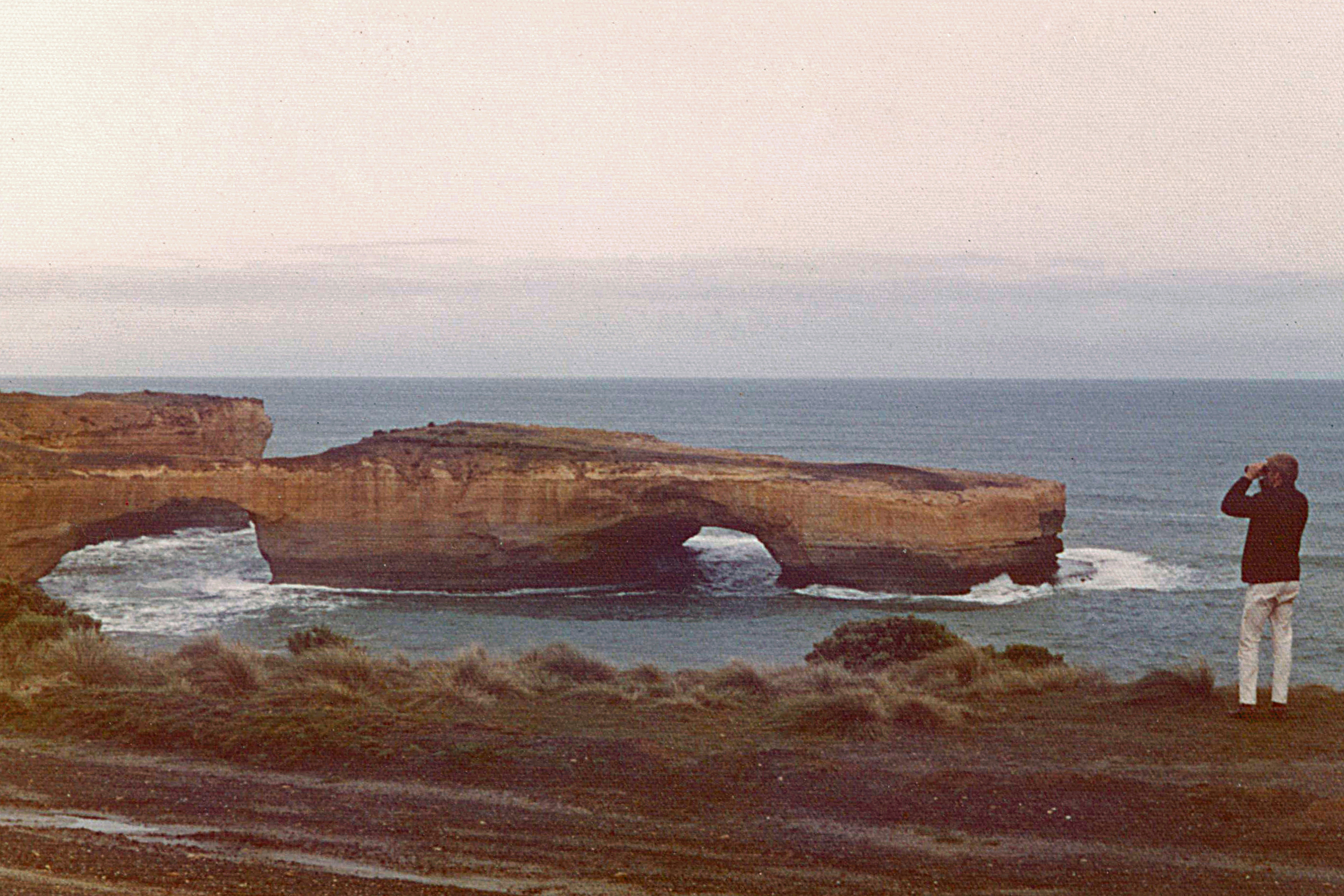
London Bridge przed zawaleniem jego części

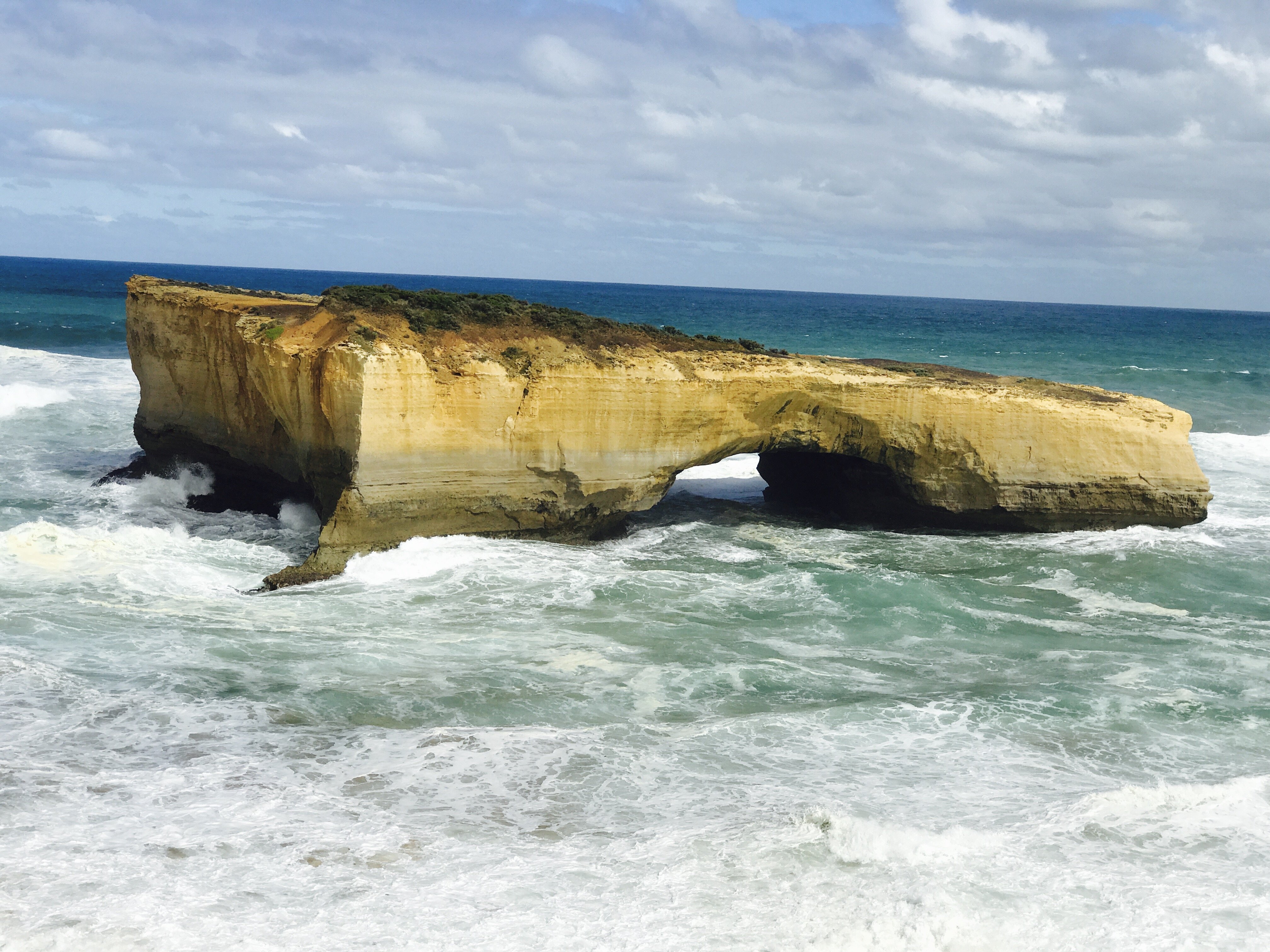
Formacja w kwietniu 2017 roku

40-metrowa część formacji znajdująca się bliżej brzegu uległa nagłemu zawaleniu 15 stycznia 1990 roku. Spowodowało to uwięzienie dwóch turystów na pozostałej części skały. Zostali oni uratowani przez policyjny helikopter. Nikt nie został ranny podczas wypadku.
Przed swoim zawaleniem London Arch był znany pod nazwą London Bridge, pochodzącą od mostu w Londynie.